# Manuel González Salmón
Manuel González Salmón (Cadis, 1778 - Madrid, 1832) va ser un polític i diplomàtic espanyol, Secretari d'Estat durant la Dècada Ominosa.

## Biografia
Va ser primer secretari de l'ambaixada d'Espanya a París des de 1814 fins a 1819, quan va començar a exercir interinament la Secretaria d'Estat. Després fou Ministre d'Hisenda entre novembre de 1819 i març de 1820, i posteriorment va passar a Saxònia com a ministre plenipotenciari. Des d'agost de 1826 endavant va ser novament Secretari d'Estat; interí fins a octubre de 1830, i en propietat des de llavors. Malgrat tan llarga gestió en un càrrec que equivalia teòricament al de cap del Govern, la seva actuació va ser molt fosca i mediocre, i la prefectura efectiva la van exercir més aviat Calomarde i Luis López Ballesteros.